# Athlétisme aux Jeux olympiques d'été de 1952, résultats détaillés
Pour les podiums, voir Athlétisme aux Jeux olympiques d'été de 1952

## Sprint

### 100 mètres hommes
| Rang | Athlète           | Pays             | Performance |
| ---- | ----------------- | ---------------- | ----------- |
| 1    | Lindy Remigino    | États-Unis       | 10 s 4      |
| 2    | Herbert McKenley  | Jamaïque         | 10 s 4      |
| 3    | McDonald Bailey   | Royaume-Uni      | 10 s 4      |
| 4    | Dean Smith        | États-Unis       | 10 s 4      |
| 5    | Vladimir Sukharev | Union soviétique | 10 s 5      |
| 6    | John Treloar      | Australie        | 10 s 5      |

### 100 mètres femmes
| Rang | Athlète            | Pays                   | Performance |
| ---- | ------------------ | ---------------------- | ----------- |
| 1    | Marjorie Jackson   | Australie              | 11 s 5 (RM) |
| 2    | Daphne Hasenjager  | Union d'Afrique du Sud | 11 s 8      |
| 3    | Shirley Strickland | Australie              | 11 s 9      |
| 4    | Winsome Cripps     | Australie              | 11 s 9      |
| 5    | Maria Sander       | Allemagne              | 12 s 0      |
| 6    | Mae Faggs          | États-Unis             | 12 s 1      |

### 200 mètres hommes
| Rang | Athlète                  | Pays        | Performance |
| ---- | ------------------------ | ----------- | ----------- |
| 1    | Andrew Stanfield         | États-Unis  | 20 s 7 (RO) |
| 2    | Thane Baker              | États-Unis  | 20 s 8      |
| 3    | James Gathers            | États-Unis  | 20 s 8      |
| 4    | Emmanuel McDonald Bailey | Royaume-Uni | 21 s 0      |
| 5    | Leslie Laing             | Jamaïque    | 21 s 2      |
| 6    | Gerardo Bonnhoff         | Argentine   | 21 s 3      |

### 200 mètres femmes
| Rang | Athlète           | Pays                   | Performance |
| ---- | ----------------- | ---------------------- | ----------- |
| 1    | Marjorie Jackson  | Australie              | 23 s 7      |
| 2    | Puck Brouwer      | Pays-Bas               | 24 s 2      |
| 3    | Nadezhda Khnykina | Union soviétique       | 24 s 2      |
| 4    | Winsome Cripps    | Australie              | 24 s 2      |
| 5    | Helga Klein       | Allemagne              | 24 s 6      |
| 6    | Daphne Hasenjager | Union d'Afrique du Sud | 24 s 6      |

### 400 mètres hommes
| Rang | Athlète             | Pays       | Performance |
| ---- | ------------------- | ---------- | ----------- |
| 1    | George Rhoden       | Jamaïque   | 45 s 9 (RO) |
| 2    | Herbert McKenley    | Jamaïque   | 45 s 9 (RO) |
| 3    | Ollie Matson        | États-Unis | 46 s 8      |
| 4    | Karl-Friedrich Haas | Allemagne  | 47 s 0      |
| 5    | Arthur Wint         | Jamaïque   | 47 s 0      |
| 6    | Malvin Whitfield    | États-Unis | 47 s 1      |

## Course de demi-fond

### 800 mètres hommes
| Rang | Athlète              | Pays        | Performance       |
| ---- | -------------------- | ----------- | ----------------- |
| 1    | Malvin Whitfield     | États-Unis  | 1 min 49 s 2 (RO) |
| 2    | Arthur Wint          | Jamaïque    | 1 min 49 s 4      |
| 3    | Heinz Ulzheimer      | Allemagne   | 1 min 49 s 7      |
| 4    | Gunnar Nielsen       | Danemark    | 1 min 49 s 7      |
| 5    | Albert Webster       | Royaume-Uni | 1 min 50 s 2      |
| 6    | Günther Steines      | Allemagne   | 1 min 50 s 6      |
| 7    | Reginald Pearman     | États-Unis  | 1 min 52 s 1      |
| 8    | Lars-Eric Wolfbrandt | Suède       | 1 min 52 s 1      |

### 1 500 mètres hommes
| Rang | Athlète            | Pays        | Performance       |
| ---- | ------------------ | ----------- | ----------------- |
| 1    | Joseph Barthel     | Luxembourg  | 3 min 45 s 1 (RO) |
| 2    | Robert McMillen    | États-Unis  | 3 min 45 s 2      |
| 3    | Werner Lueg        | Allemagne   | 3 min 45 s 4      |
| 4    | Roger Bannister    | Royaume-Uni | 3 min 46 s 0      |
| 5    | Patrick El Mabrouk | France      | 3 min 46 s 0      |
| 6    | Rolf Lamers        | Allemagne   | 3 min 46 s 8      |
| 7    | Olle Aberg         | Suède       | 3 min 47 s 0      |
| 8    | Ingvar Ericsson    | Suède       | 3 min 47 s 6      |

## Course de fond

### 5 000 mètres hommes
| Rang | Athlète            | Pays            | Performance        |
| ---- | ------------------ | --------------- | ------------------ |
| 1    | Emil Zátopek       | Tchécoslovaquie | 14 min 06 s 6 (RO) |
| 2    | Alain Mimoun       | France          | 14 min 07 s 4      |
| 3    | Herbert Schade     | Allemagne       | 14 min 08 s 6      |
| 4    | Gordon Pirie       | Royaume-Uni     | 14 min 18 s 0      |
| 5    | Chris Chataway     | Royaume-Uni     | 14 min 18 s 0      |
| 6    | Leslie Perry       | Australie       | 14 min 23 s 6      |
| 7    | Erno Beres         | Hongrie         | 14 min 24 s 8      |
| 8    | Åke Andersson (en) | Suède           | 14 min 26 s 0      |

### 10 000 mètres hommes
| Rang | Athlète             | Pays             | Performance        |
| ---- | ------------------- | ---------------- | ------------------ |
| 1    | Emil Zátopek        | Tchécoslovaquie  | 29 min 17 s 0 (RO) |
| 2    | Alain Mimoun        | France           | 29 min 32 s 8      |
| 3    | Aleksandr Anufriyev | Union soviétique | 29 min 48 s 2      |
| 4    | Hannu Posti         | Finlande         | 29 min 51 s 4      |
| 5    | Frank Sando         | Royaume-Uni      | 29 min 51 s 8      |
| 6    | Valter Nyström      | Suède            | 29 min 52 s 8      |
| 7    | Gordon Pirie        | Royaume-Uni      | 30 min 09 s 5      |
| 8    | Fred Norris         | Royaume-Uni      | 30 min 09 s 8      |

## Courses de haies

### 110 mètres haies hommes
| Rang | Athlète            | Pays             | Performance |
| ---- | ------------------ | ---------------- | ----------- |
| 1    | Harrison Dillard   | États-Unis       | 13 s 7 (RO) |
| 2    | Jack Davis         | États-Unis       | 13 s 7      |
| 3    | Arthur Barnard     | États-Unis       | 14 s 1      |
| 4    | Yevgeniy Bulanchik | Union soviétique | 14 s 5      |
| 5    | Kenneth Doubleday  | Australie        | 14 s 7      |
| 6    | Raymond Weinberg   | Australie        | 14 s 8      |

### 80 mètres haies femmes
| Rang | Athlète               | Pays             | Performance |
| ---- | --------------------- | ---------------- | ----------- |
| 1    | Shirley Strickland    | Australie        | 10 s 9 (RM) |
| 2    | Maria Golubnichaya    | Union soviétique | 11 s 1      |
| 3    | Maria Sander          | Allemagne        | 11 s 1      |
| 4    | Anneliese Seonbuchner | Allemagne        | 11 s 2      |
| 5    | Jean Desforges        | Royaume-Uni      | 11 s 6      |
|      | Fanny Blankers-Koen   | Pays-Bas         | DNF         |

### 400 mètres haies hommes
| Rang | Athlète         | Pays             | Performance |
| ---- | --------------- | ---------------- | ----------- |
| 1    | Charles Moore   | États-Unis       | 50 s 8 (RO) |
| 2    | Yuriy Lituyev   | Union soviétique | 51 s 3      |
| 3    | John Holland    | Nouvelle-Zélande | 52 s 2      |
| 4    | Anatoliy Yulin  | Union soviétique | 52 s 8      |
| 5    | Harry Whittle   | Royaume-Uni      | 53 s 1      |
| 6    | Armando Filiput | Italie           | 54 s 4      |

### 3 000 mètres steeple hommes
| Rang | Athlète            | Pays             | Performance       |
| ---- | ------------------ | ---------------- | ----------------- |
| 1    | Horace Ashenfelter | États-Unis       | 8 min 45 s 4 (RM) |
| 2    | Vladimir Kazantsev | Union soviétique | 8 min 51 s 6      |
| 3    | John Disley        | Royaume-Uni      | 8 min 51 s 8      |
| 4    | Olavi Rinteenpää   | Finlande         | 8 min 55 s 2      |
| 5    | Curt Söderberg     | Suède            | 8 min 55 s 6      |
| 6    | Gunther Hesselmann | Allemagne        | 8 min 55 s 8      |
| 7    | Mikhail Saltyk     | Allemagne        | 9 min 01 s 4      |

## Relais

### 4 × 100 mètres hommes
| Rang | Athlètes                                                     | Pays             | Performance |
| ---- | ------------------------------------------------------------ | ---------------- | ----------- |
| 1    | Finis Smith Harrison Dillard Lindy Remigino Andrew Stanfield | États-Unis       | 40 s 1      |
| 2    | Boris Tokarev Levan Kalyayev Levan Sanadze Vladimir Sukharev | Union soviétique | 40 s 3      |
| 3    | László Zarándi Géza Varasdi György Csányi Béla Goldoványi    | Hongrie          | 40 s 5      |
| 4    | McDonald Bailey William Jack Jack Gregory Brian Shenton      | Royaume-Uni      | 40 s 6      |
| 5    | Alain Porthault Etienne Bally Yves Camus René Bonino         | France           | 40 s 9      |
| 6    | František Brož Jiří David Miroslav Horčic Zdeněk Pospíšil    | Tchécoslovaquie  | 41 s 2      |

### 4 × 100 mètres femmes
| Rang | Athlètes                                                             | Pays             | Performance |
| ---- | -------------------------------------------------------------------- | ---------------- | ----------- |
| 1    | Mae Faggs Barbara Jones Janet Moreau Catherine Hardy                 | États-Unis       | 45 s 9      |
| 2    | Ursula Knab Maria Sander Helga Klein Marga Petersen                  | Allemagne        | 45 s 9      |
| 3    | Sylvia Cheeseman June Foulds Jean Desforges Heather Armitage         | Royaume-Uni      | 46 s 2      |
| 4    | Irina Turova Yevgeniya Sechenova Nadezhda Khnykina Vera Kalashnikova | Union soviétique | 46 s 3      |
| 5    | Shirley Strickland Verna Johnson Winsome Cripps Marjorie Jackson     | Australie        | 46 s 6      |
| 6    | Grietje de Jongh Puck Brouwer Nel Büch Wilhelmina Lust               | Pays-Bas         | 47 s 8      |

### 4 × 400 mètres hommes
| Rang | Athlètes                                                                | Pays        | Performance  |
| ---- | ----------------------------------------------------------------------- | ----------- | ------------ |
| 1    | Arthur Wint Leslie Laing Herb McKenley George Rhoden                    | Jamaïque    | 3 min 03 s 9 |
| 2    | Ollie Matson Gene Cole Gerald Moore Malvin Whitfield                    | États-Unis  | 3 min 04 s 0 |
| 3    | Hans Geister Günther Steines Heinz Ulzheimer Karl-Friedrich Haas        | Allemagne   | 3 min 06 s 6 |
| 4    | Douglas Clement John Hutchins John Carroll James Lavery                 | Canada      | 3 min 09 s 3 |
| 5    | Leslie Lewis Alan Dick Terence Higgins Nicholas Stacey                  | Royaume-Uni | 3 min 10 s 0 |
| 6    | Jean-Pierre Goudeau Robert Bart Jacques Degats Jean-Paul Martin du Gard | France      | 3 min 10 s 1 |

## Courses sur route

### Marathon hommes
| Rang | Athlète         | Pays            | Performance            |
| ---- | --------------- | --------------- | ---------------------- |
| 1    | Emil Zátopek    | Tchécoslovaquie | 2 h 23 min 03 s 2 (RO) |
| 2    | Reinaldo Gorno  | Argentine       | 2 h 25 min 35 s 0      |
| 3    | Gustaf Jansson  | Suède           | 2 h 26 min 07 s 0      |
| 4    | Choi Yoon-Chil  | Corée du Sud    | 2 h 26 min 36 s 0      |
| 5    | Veikko Karvonen | Finlande        | 2 h 26 min 41 s 8      |
| 6    | Delfo Cabrera   | Argentine       | 2 h 26 min 42 s 4      |
| 7    | Jozsed Dobronyi | Hongrie         | 2 h 28 min 04 s 8      |
| 8    | Erkki Puolakka  | Finlande        | 2 h 29 min 35 s 0      |

### 10 km marche hommes
| Rang | Athlète         | Pays             | Performance        |
| ---- | --------------- | ---------------- | ------------------ |
| 1    | John Mikaelsson | Suède            | 45 min 02 s 8 (RO) |
| 2    | Fritz Schwab    | Suisse           | 45 min 41 s 0      |
| 3    | Bruno Junk      | Union soviétique | 45 min 41 s 0      |
| 4    | Louis Chevalier | France           | 45 min 50 s 4      |
| 5    | George Coleman  | Royaume-Uni      | 46 min 06 s 8      |
| 6    | Ivan Yarmish    | Union soviétique | 46 min 07 s 0      |
| 7    | Emile Maggi     | France           | 46 min 08 s 0      |
| 8    | Bruno Fait      | Italie           | 46 min 25 s 6      |

### 50 km marche hommes
| Rang | Athlète               | Pays             | Performance            |
| ---- | --------------------- | ---------------- | ---------------------- |
| 1    | Giuseppe Dordoni      | Italie           | 4 h 28 min 07 s 8 (RO) |
| 2    | Josef Dolezal         | Tchécoslovaquie  | 4 h 30 min 17 s 8      |
| 3    | Antal Roka            | Hongrie          | 4 h 31 min 27 s 2      |
| 4    | George Whitlock       | Royaume-Uni      | 4 h 32 min 21 s 0      |
| 5    | Sergei Lobastov       | Union soviétique | 4 h 32 min 34 s 2      |
| 6    | Vladimir Ukhov        | Union soviétique | 4 h 32 min 51 s 6      |
| 7    | Dumitru Paraschivescu | Roumanie         | 4 h 41 min 05 s 2      |
| 8    | Ionescu Baboie        | Roumanie         | 4 h 41 min 52 s 8      |

## Sauts

### Saut en hauteur hommes
| Rang | Athlète                  | Pays        | Performance |
| ---- | ------------------------ | ----------- | ----------- |
| 1    | Buddy Davis              | États-Unis  | 2,04 m (RO) |
| 2    | Kenneth Wiesner          | États-Unis  | 2,01 m      |
| 3    | José Telles da Conceição | Brésil      | 1,98 m      |
| 4    | Gösta Svensson           | Suède       | 1,98 m      |
| 5    | Ronald Pavitt            | Royaume-Uni | 1,95 m      |
| 6    | Ion Söter                | Roumanie    | 1,95 m      |
| 7    | Arnold Betton            | États-Unis  | 1,95 m      |
| 8    | Bjorn Gundersen          | Norvège     | 1,90 m      |

### Saut en hauteur femmes
| Rang | Athlète            | Pays                   | Performance |
| ---- | ------------------ | ---------------------- | ----------- |
| 1    | Esther Brand       | Union d'Afrique du Sud | 1,67 m      |
| 2    | Sheila Lerwill     | Royaume-Uni            | 1,65 m      |
| 3    | Aleksandra Chudina | Union soviétique       | 1,63 m      |
| 4    | Thelma Hopkins     | Royaume-Uni            | 1,58 m      |
| 5    | Olga Modrachova    | Tchécoslovaquie        | 1,58 m      |
| 6    | Feodora Schenk     | Autriche               | 1,58 m      |
| 7    | Nina Kossova       | Union soviétique       | 1,58 m      |
| 7    | Dorothy Tyler      | Royaume-Uni            | 1,58 m      |

### Saut à la perche hommes
| Rang | Athlète           | Pays             | Performance |
| ---- | ----------------- | ---------------- | ----------- |
| 1    | Robert Richards   | États-Unis       | 4,55 m (RO) |
| 2    | Donald Laz        | États-Unis       | 4,50 m      |
| 3    | Ragnar Lundberg   | Suède            | 4,40 m      |
| 4    | Pyotr Denisenko   | Union soviétique | 4,40 m      |
| 5    | Valto Olenius     | Finlande         | 4,30 m      |
| 6    | Bunkichi Sawada   | Japon            | 4,20 m      |
| 7    | Vladimir Brazhnik | Union soviétique | 4,20 m      |
| 8    | Viktor Knyazev    | Union soviétique | 4,20 m      |

### Saut en longueur hommes
| Rang | Athlète              | Pays             | Performance |
| ---- | -------------------- | ---------------- | ----------- |
| 1    | Jerome Biffle        | États-Unis       | 7,57 m      |
| 2    | Meredith Gourdine    | États-Unis       | 7,53 m      |
| 3    | Ödön Földessy        | Hongrie          | 7,30 m      |
| 4    | Ary Façanha da Sá    | Brésil           | 7,23 m      |
| 5    | Jorma Valtonen       | Finlande         | 7,16 m      |
| 6    | Leonid Grigoryev     | Union soviétique | 7,14 m      |
| 7    | Karl-Erik Israelsson | Suède            | 7,10 m      |
| 8    | Paul Faucher         | France           | 7,02 m      |

### Saut en longueur femmes
| Rang | Athlète            | Pays             | Performance |
| ---- | ------------------ | ---------------- | ----------- |
| 1    | Yvette Williams    | Nouvelle-Zélande | 6,24 m (RO) |
| 2    | Aleksandra Chudina | Union soviétique | 6,14 m      |
| 3    | Shirley Cawley     | Royaume-Uni      | 5,92 m      |
| 4    | Irmgard Schmelzer  | Allemagne        | 5,90 m      |
| 5    | Wilhelmina Lust    | Pays-Bas         | 5,81 m      |
| 6    | Nina Tyurkina      | Union soviétique | 5,81 m      |
| 7    | Mabel Landry       | États-Unis       | 5,75 m      |
| 8    | Verna Johnson      | Australie        | 5,74 m      |

### Triple saut hommes
| Rang | Athlète                   | Pays             | Performance  |
| ---- | ------------------------- | ---------------- | ------------ |
| 1    | Adhemar Ferreira da Silva | Brésil           | 16,22 m (RM) |
| 2    | Leonid Shcherbakov        | Union soviétique | 15,98 m      |
| 3    | Arnoldo Devonish          | Venezuela        | 15,52 m      |
| 4    | Walter Ashbaugh           | États-Unis       | 15,39 m      |
| 5    | Rune Nilsen               | Norvège          | 15,13 m      |
| 6    | Yoshio Ilmuro             | Japon            | 14,99 m      |
| 7    | Geraldo de Oliveira       | Brésil           | 14,95 m      |
| 8    | Roger Norman              | Suède            | 14,89 m      |

## Lancers

### Lancer du poids hommes
| Rang | Athlète         | Pays             | Performance  |
| ---- | --------------- | ---------------- | ------------ |
| 1    | Parry O'Brien   | États-Unis       | 17,41 m (RO) |
| 2    | Darrow Hooper   | États-Unis       | 17,39 m      |
| 3    | James Fuchs     | États-Unis       | 17,06 m      |
| 4    | Otto Grigalka   | Union soviétique | 16,78 m      |
| 5    | Roland Nilsson  | Suède            | 16,55 m      |
| 6    | John Savidge    | Royaume-Uni      | 16,19 m      |
| 7    | Georgi Fyodorov | Union soviétique | 16,06 m      |
| 8    | Per Stavem      | Norvège          | 16,02 m      |

### Lancer du poids femmes
| Rang | Athlète            | Pays             | Performance |
| ---- | ------------------ | ---------------- | ----------- |
| 1    | Galina Zybina      | Union soviétique | 15,28 m     |
| 2    | Marianne Werner    | Allemagne        | 14,57 m     |
| 3    | Klavdiya Tochenova | Union soviétique | 14,50 m     |
| 4    | Tamara Tyshkevich  | Union soviétique | 14,42 m     |
| 5    | Gertrud Kille      | Allemagne        | 13,84 m     |
| 6    | Yvette Williams    | Nouvelle-Zélande | 13,35 m     |
| 7    | Maria Radosalievic | Yougoslavie      | 13,30 m     |
| 8    | Meeri Saari        | Finlande         | 13,02 m     |

### Lancer du disque hommes
| Rang | Athlète          | Pays             | Performance  |
| ---- | ---------------- | ---------------- | ------------ |
| 1    | Simeon Iness     | Italie           | 55,03 m (RO) |
| 2    | Adolfo Consolini | Italie           | 53,78 m      |
| 3    | James Dillion    | États-Unis       | 53,28 m      |
| 4    | Fortune Gordien  | États-Unis       | 53,66 m      |
| 5    | Ferenc Klics     | Hongrie          | 51,13 m      |
| 6    | Otto Grigalka    | Union soviétique | 50,71 m      |
| 7    | Roland Nilsson   | Suède            | 50,06 m      |
| 8    | Giuseppe Tosi    | Italie           | 49,03 m      |

### Lancer du disque femmes
| Rang | Athlète                 | Pays             | Performance  |
| ---- | ----------------------- | ---------------- | ------------ |
| 1    | Nina Romashkova         | Union soviétique | 51,42 m (RO) |
| 2    | Yelisaveta Bagryantseva | Union soviétique | 47,08 m      |
| 3    | Nina Dumbadze           | Union soviétique | 46,29 m      |
| 4    | Toyoko Yoshino          | Japon            | 43,81 m      |
| 5    | Charlotte Haidegger     | Autriche         | 43,49 m      |
| 6    | Lia Manoliu             | Roumanie         | 42,65 m      |
| 7    | Ingeborg Pfuller        | Argentine        | 41,73 m      |
| 8    | Ilona Jozsa             | Hongrie          | 41,61 m      |

### Lancer du marteau hommes
| Rang | Athlète         | Pays             | Performance  |
| ---- | --------------- | ---------------- | ------------ |
| 1    | József Csermák  | Hongrie          | 60,34 m (RM) |
| 2    | Karl Storch     | Allemagne        | 58,86 m      |
| 3    | Imre Nemeth     | Hongrie          | 57,74 m      |
| 4    | Jirí Dadák      | Tchécoslovaquie  | 56,80 m      |
| 5    | Nikolay Redkin  | Union soviétique | 56,50 m      |
| 6    | Karl Wolf       | Allemagne        | 56,49 m      |
| 7    | Sverre Strandli | Norvège          | 56,36 m      |
| 8    | Georgi Dybenko  | Union soviétique | 55,03 m      |

### Lancer du javelot hommes
| Rang | Athlète            | Pays             | Performance  |
| ---- | ------------------ | ---------------- | ------------ |
| 1    | Cyrus Young        | États-Unis       | 73,78 m (RO) |
| 2    | William Miller     | États-Unis       | 72,46 m      |
| 3    | Toivo Hyytiäinen   | Finlande         | 71,89 m      |
| 4    | Viktor Tsybulenko  | Union soviétique | 71,72 m      |
| 5    | Branko Dangubic    | Yougoslavie      | 70,55 m      |
| 6    | Vladimir Kuznetsov | Union soviétique | 70,37 m      |
| 7    | Ragnar Ericzon     | Suède            | 69,04 m      |
| 8    | Soini Nikkinen     | Finlande         | 68,80 m      |

### Lancer du javelot femmes
| Rang | Athlète            | Pays             | Performance  |
| ---- | ------------------ | ---------------- | ------------ |
| 1    | Dana Zátopková     | Tchécoslovaquie  | 50,47 m (RO) |
| 2    | Aleksandra Chudina | Union soviétique | 50,01 m      |
| 3    | Yelena Gorchakova  | Union soviétique | 49,76 m      |
| 4    | Galina Zybina      | Union soviétique | 48,35 m      |
| 5    | Lily Kelsby        | Danemark         | 46,23 m      |
| 6    | Marlies Muller     | Allemagne        | 44,37 m      |
| 7    | Maria Ciach        | Pologne          | 44,31 m      |
| 8    | Jutta Krüger       | Allemagne        | 44,30 m      |

## Épreuves combinées

### Décathlon
| Rang | Athlète          | Pays             | Performance    |
| ---- | ---------------- | ---------------- | -------------- |
| 1    | Robert Mathias   | États-Unis       | 7 887 pts (RO) |
| 2    | Milton Campbell  | États-Unis       | 6 975 pts      |
| 3    | Floyd Simmons    | États-Unis       | 6 788 pts      |
| 4    | Vladimir Volkov  | Union soviétique | 6 674 pts      |
| 5    | Josef Hipp       | Allemagne        | 6 449 pts      |
| 6    | Göran Widenfelt  | Suède            | 6 388 pts      |
| 7    | Kjell Tannander  | Suède            | 6 308 pts      |
| 8    | Friedel Schirmer | Allemagne        | 6 118 pts      |